# Teclado virtual

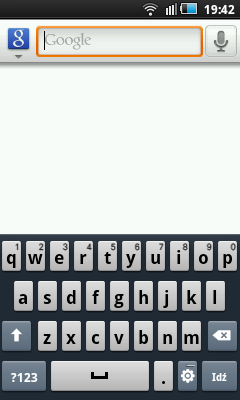
Teclado virtual en un teléfono Android.

Un teclado virtual es un componente de software que permite al usuario ingresar caracteres en dispositivos informáticos o de comunicación sin disponer de un teclado físico. Un teclado virtual puede ser utilizado en diversos dispositivos de ingreso de información, tales como un pantalla táctil.

## Tipos
En un ordenador de sobremesa, un teclado virtual puede proporcionar un mecanismo de entrada alternativo para usuarios con discapacidades que no pueden utilizar un teclado convencional, para usuarios multilingües que cambian con frecuencia entre distintos conjuntos de caracteres o alfabetos, lo que puede resultar confuso con el tiempo, o para usuarios que carecen de un teclado tradicional. Aunque existen teclados físicos con dos distribuciones de teclado (por ejemplo, letras cirílicas/latinas en varias distribuciones nacionales), los teclados virtuales proporcionan un sustituto mientras se trabaja en diferentes estaciones o en ordenadores portátiles.
Los teclados virtuales pueden clasificarse según los siguientes aspectos:
- Teclados virtuales con diseños de teclado táctil o áreas de detección[2]
- Variantes de caracteres, signos de puntuación y otros caracteres especiales accesibles a través de un menú y mediante botones de retención.
- El software del teclado puede incluir un teclado numérico para facilitar la escritura de números.[3]
- Teclado proyectado ópticamente disposiciones o arreglos similares de "teclas" o áreas de detección[4][5]
- Movimientos de manos y dedos humanos detectados ópticamente[6]
- Teclados virtuales en línea para múltiples idiomas que no requieren cambios en la configuración del sistema operativo.
- Dependiendo del dispositivo en el que se utilice el teclado (desktop / móvil/realidad virtual / realidad aumentada)

Se han creado varios teclados virtuales JavaScript en navegadores web, que permiten a los usuarios escribir en su propio idioma en teclados extranjeros, sobre todo en cibercafés. Las pantallas Multitouch permiten crear teclados acordes virtuales para ordenadores tableta, pantallas táctiles, touchpads y guantes con cables.